# Famille de Malon de Bercy
Pour les articles homonymes, voir Malon et Bercy.
La famille des Malon de Bercy est une famille de noblesse de robe dont plusieurs membres se sont illustrés dans l'administration des Finances aux XVIIe et XVIIIe siècles.

## Personnalités
- Jean Malon, habitant Vendôme, est anobli en mai 1466 par Louis XI par lettres données à Amboise.
- Charles I de Malon (-1598) seigneur d'Aulys, fils de Nicolas de Malon, (vers 1521-26 juillet 1560) et d'Anne Duval (-1563). Il est avocat au parlement. Il épouse Anne Berthelot puis Marie Rosselin le 23 janvier 1567.
- Claude Malon, fils de Nicolas de Malon, (vers 1521-26 juillet 1560) et d'Anne Duval (-1563), frère du précédent, est secrétaire du roi.
- Charles Henri de Malon, quelquefois appelé Henri Charles, chevalier, seigneur de Bercy, Conflans, Charenton, etc. (mort en mars 1676), conseiller au Grand Conseil le 3 septembre 1626, maître des requêtes en 1634, président au Grand Conseil en 1636. Il préside les États de Languedoc en 1653, et meurt doyen des maîtres des requêtes en 1676. Il a son historiette rapportée chez Gédéon Tallemant des Réaux. Il épouse le 27 juillet 1631 Françoise Berthelin.
- Françoise de Malon de Bercy (Paris, 20 février 1628-), supérieure de l'abbaye de Notre-Dame de Meaux.
- Anne Louis Jules de Malon de Bercy (novembre 1643-5 octobre 1706) , fils d’un doyen des maîtres des requêtes, filleul d'Anne d'Autriche et de Louis XIV tenu sur les fonts baptismaux le 9 novembre 1643 par cette première et le cardinal Mazarin en présence du roi et de son frère cadet et fut baptisé par l’archevêque de Bordeaux. Il est conseiller à la cour souveraine de Bresse puis au parlement de Metz par provision d'office du 23 novembre 1661, au parlement de Paris par provision d'office du 15 août 1667, maître des requêtes reçu le 1er mars 1674, conseiller d'État par Lettre du 19 avril 1674, intendant d’Auvergne en 1683 de Lyon nommé le 15 août 1684 et enfin intendant du commerce en 1686. Il épouse en février 1677 Marie Angélique Le Ragois de Bretonvilliers (morte le 24 août 1730).
- Charles Henri de Malon seigneur de Bercy, Conflans, Charenton, etc. (13 janvier 1678 - 19 janvier 1742), fils d’Anne Louis Jules de Malon de Bercy, est reçu conseiller au Grand Conseil le 17 avril 1701, maître des requêtes ordinaires de l’Hôtel du roi le 10 septembre 1706, chargé de la direction générale des Ponts et Chaussées de France en 1708, conseiller d’État et intendant des finances du 19 août 1709 à 1715, maître des requêtes honoraires le 31 août 1710, membre honoraire de l’Académie des inscriptions et belles-lettres en 1714. Il épouse le 21 septembre 1705 Charlotte Angélique Desmaretz (1677-10 septembre 1745), fille du contrôleur général des finances Nicolas Desmarets (1648-1721), marquis de Maillebois, maître des requêtes et ministre d’État. Il est l’auteur d’une Topographie historique de la seigneurie de Bercy publiée en 1882 (voir la partie Bibliographie, infra).
- Nicolas Charles de Malon (2 août 1708 - 28 mars 1790), fils de Charles Henri de Malon, conseiller au parlement en 1728, maître des requêtes en 1735, président au Grand conseil en 1740, rapporteur du point d’honneur au tribunal de MM. Les maréchaux de France en 1745, épouse le 28 octobre 1734 Marie Angélique Françoise Taschereau de Baudry (vers 1712 -  16 ou 30 juin 1786), fille de Gabriel Taschereau de Baudry (1673-23 avril 1755), maître des requêtes, lieutenant de Police de Paris, conseiller d'État puis intendant des finances.
- Maximilien Emmanuel Charles de Malon de Bercy (11 décembre 1745 - 19 novembre 1781), fils de Nicolas Charles de Malon, conseiller au parlement de Paris en 1766, nommé capitaine de cavalerie au Régiment royal-Cravate le 26 mai 1774, capitaine des gardes du comte d’Artois en 1779, épouse le 4 juin 1776 Catherine de Simiane (2 juillet 1756 - 8 décembre 1781), fille du marquis de Simiane. Il laisse trois enfants : 
  - Charles de Malon (1777 - 22 mars 1778) ;
  - Charles Jean François de Malon de Bercy (20 décembre 1779 - Paris, 3 mars 1809), célibataire, dernier porteur du nom ;
  - Alexandrine Charlotte Marie de Malon (19 février 1781 - 29 novembre 1808), mariée en 1801 avec Christian de Nicolaÿ (1777-1839). Dont postérité.

## Arbre généalogique duXIVeauXVIIIesiècle
Les archives du fonds Malon de Bercy, aux Archives départementales du Val-de-Marne (46 J 212-213) permettent d'établir la descendance suivante du couple Gervais Malon - Agnès Capelet :
- Gervais Malon (mort avant 1364), épouse Agnès Capelet (?)
  - Guillaume I (-1404)
    - Jean Malon (1393-1477), anobli en mai 1468, épouse Jeanne Peschard puis Alardine Guy de Château-Regnault.
    - Guillaume II Malon (vers 1428-vers 1492), épouse Catherine Beschebien.
      - Jacques Malon (-26 novembre 1537), s'établit à Paris, épouse en 1530 Anne Robert.
        - Guillaume Malon (-ap. 1557), épouse Anne Chaloppin (av. 1586).
          - 
            - Claude, épouse en 1577 Anne Le Charron.
            - Charles
            - Claude le Jeune, épouse en 1607 Hélène de La Cour d’Argy.
              - Gabrielle Malon épouse en 1637 Edme Taillevis, seigneur de Chauffour.

        - Nicolas de Malon, (vers 1521-26 juillet 1560), notaire secrétaire du roi, greffier criminel de la Cour en 1525, épouse Anne Duval (-1563).
          - 
            - Bernard Malon (mort après 1599), sans descendance.
            - Claude Malon (mort après 1599), épouse Catherine Séguier.
            - Elisabeth Malon (-vers 1602), épouse Arnould Boucher d’Orsay puis Renaud Asse.
            - Charles I de Malon (-1598) seigneur d'Aulys épouse Anne Berthelot puis Marie Rosselin le 23 janvier 1567.
              - Marie de Malon (17 février 1569-), épouse Claude de L'Aubespine de Verderonne.
                - Charles II de Malon (12 juillet 1568-1638) épouse le 16 février 1599 Catherine Habert de Montmort.
                  - Anne de Malon (16 septembre 1612-1675), épouse le 31 décembre 1631 François de Goyon (?) de Matignon.
                  - Catherine de Malon (16 octobre 1615-), épouse le 20 mars 1634 Edouard d'Ollier, marquis de Nointel.
                  - Marie de Malon, abbesse de Cordillon, religieuse à Montmartre.
                  - Charles Henri de Malon, quelquefois appelé Henri Charles (mort en 1676) épouse en juillet 1631 Françoise Berthelin (?-septembre 1671).
                    - Catherine Anne de Malon épouse le 3 février 1660 André Potier de Novion (-1677).
                    - Françoise de Malon (1638-), abbesse de Notre-Dame de Meaux.
                    - Anne Louis Jules de Malon (1643-5 octobre 1706) épouse en 1677 Marie Angélique Le Ragois de Bretonvilliers (-24 août 1730).
                      - Jean de Malon (17 décembre 1678-4 février 1723), enseigne de vaisseau.
                      - Louis Claude de Malon (26 février 1680-8 mars 1748) épouse en 1728 Henriette Victoire Collart ou Collard (1694-21 mai 1729).
                        - Marie Charlotte de Malon (18 mai 1729-1760) épouse en 1747 François Louis de Salignac, marquis La Motte-Fénelon.

                      - Charles Henri de Malon (1678-1742) épouse en 1745 Charlotte Angélique Desmaretz.
                        - Nicolas Charles de Malon (1708-1790? ou 1785?) épouse Marie Angélique Françoise Taschereau de Baudry.
                          - Charlotte Philippine (octobre 1736-) épouse le 27 février 1762 Charles François Just marquis de Monteil.
                          - Maximilien Emmanuel Charles de Malon (1745-1781) épouse Catherine Marie de Simiane.
                            - Augustin Charles de Malon (1777-22 mars 1778).
                            - Charles Jean François de Malon (20 décembre 1779-3 mars 1809), dernier porteur du nom.
                            - Alexandrine Charlotte Marie de Malon (1781-1808) épouse Christian de Nicolaÿ.
                              - Aymardine Léontine de Nicolay, marquise de Chapt de Rastignac.
                              - Aymard Marie Gabriel, comte de Nicolay, marquis de Bercy, par adoption de son oncle.
                              - Aymard Marie, marquis de Nicolay, à qui va finalement l'héritage des Malon.